# すがやみつる
すがや みつる （1950年9月20日 - ）は、日本の漫画家、漫画原作者、小説家。学位は修士（実践人間科学）（早稲田大学・2011年）。京都精華大学マンガ学部キャラクターデザインコース教授も務めた。日本マンガ学会第11期会長（5代目）
本名は菅谷 充（読みは同じ）。他のペンネームは漫画原作者として鶴見 史郎（ツルミはミツルのもじり）、鷹見 吾郎がある他、本名でも小説家として活動している。静岡県富士市出身。血液型O型。
代表作は、『仮面ライダー』、『ゲームセンターあらし』、『こんにちはマイコン』等。
マイコン、コンピューターゲーム、パソコン通信、実務に関する教養漫画、F1など、時代を先取りした題材をテーマとするが、つねに本格的な流行到来前に新たなジャンルに取り組んでいる。

## 略歴
- 小学校卒業間近頃 - 当時ブームだったプラモデルと戦記漫画、そしてクラスメイトから借りた手塚治虫監修の『マンガのかきかた』（秋田書店）に触発され、戦記漫画から描き始める。戦闘機をうまく描く人としてあこがれたのは、松本零士や小松崎茂。小松崎が描いていた「少年ブック」にも戦闘機のイラストを投稿していた。
- 静岡県立富士高等学校在籍時代 - 「マンガ研究会ミュータント・プロ」に加入。『墨汁三滴』（石ノ森の肉筆回覧誌『墨汁一滴』を踏襲したもの）で活動[1]。
- 1969年 - 漫画家になることを決意し、卒業後上京。江波じょうじのアシスタントを半年務める。その後は『墨汁三滴』の知り合いである細井雄二の母の家に居候、マンガ専門の編集プロダクションを1年（人気漫画家の漫画原稿を見て参考にしたいという）、さらに従兄弟が経営する芸能事務所の手伝いを経て、石森プロに入り石ノ森章太郎に師事。『さるとびエッちゃん』のキャラクター商品の絵描きの仕事などを手伝う[1]。
- 1972年 - 『テレビマガジン』（講談社）にて『仮面ライダー』（原作 石ノ森章太郎）でデビューし、少年漫画を中心に活発な執筆活動を行う。
- 1978年 - 『ゲームセンターあらし』を『コロコロコミック』（小学館）にて連載開始。小中学生を中心に爆発的人気となった。
- 1983年 - NECの低価格ホビー用パソコンPC-6001を題材にしたパソコンの紹介・入門漫画、『こんにちはマイコン』、『マイコン電児ラン』の2作品を発表。当時の『コロコロコミック』読者の少年達に多くの影響を与えたと言われている。『ゲームセンターあらし』『こんにちはマイコン』の両作品で「小学館漫画賞児童漫画部門」を受賞[1]。そのかたわらモータースポーツに関心をもち、パソコン通信を通じて内外の情報を発信する。
- 1987年 - パソコン通信サービスのニフティサーブの「モータースポーツ・フォーラム」初代システムオペレーターに就任、レース結果やテストタイムの取材、情報提供、チーム情報など発信を続ける。1992年に退任。
- 1994年 - 『漆黒の独立航空隊』で小説家デビュー。以後も架空戦記ものや、モータースポーツを題材とした小説を発表し、活動の比重を小説に移している。
- 2003年 - 長年のモータースポーツ界への貢献を評され、日本自動車工業会「東京モーターショー2003 モータースポーツ大賞」を受賞。
- 学問を究めたいということで、早稲田大学人間科学部eスクール（インターネットによる通信制課程）人間情報科学科に入学（インストラクショナルデザイン専攻）。2011年3月、早稲田大学大学院人間科学研究科修士課程を修了。4月からeスクールの教育コーチで後進の指導にも当たる。
- 2012年4月から、京都精華大学マンガ学部マンガプロデュース学科の非常勤講師を務め、翌2013年4月から、マンガ学部キャラクターデザインコース常勤教員に就任。2021年3月に退職。

## 所属学会・団体
日本マンガ学会／日本教育工学会／日本教育心理学会／日本感性工学会／日本推理作家協会

## 主な作品
Amazon Kindle版で多数再刊。

### 漫画（コミカライズ）
表記の無いものは全て石ノ森章太郎原作作品。
仮面ライダーシリーズ
- 「仮面ライダー」（テレビマガジン）
- 「新・仮面ライダー」（冒険王）
- 「仮面ライダーV3」（テレビマガジン、冒険王）
- 「仮面ライダーX」（テレビマガジン、冒険王）
- 「仮面ライダーアマゾン」（冒険王）
- 「仮面ライダーストロンガー」（冒険王）
- 「仮面ライダー (スカイライダー)」（テレビマガジン）
- 「仮面ライダースーパー1」（テレビマガジン）

仮面ライダーシリーズ以外の東映特撮作品
- 「人造人間キカイダー」（小学一年生）
- 「キカイダー01」（小学一年生）
- 「秘密戦隊ゴレンジャー」（小学四年生） - 1975年4月号、5月号の2回のみ。
- 「がんばれ!!ロボコン」（テレビランド、小学一年生、小学三年生）
- 「ロボット110番」 （テレビランド）
- 「快傑ズバット」 （冒険王）
- 「スパイダーマン」（原作：スタン・リー、八手三郎 冒険王） - テレビ特撮版のコミカライズ。

その他
- 「星の子チョビン」（テレビマガジン）
- 「キャプテン・フューチャー」（原作：エドモンド・ハミルトン　テレビマガジン） - テレビアニメ版のコミカライズ。
- 劇画ロードショー（月刊少年チャンピオン） - 映画のコミカライズ枠で5本を担当。
  - 「ベン・ハー」 - 1973年6月号
  - 「最後の猿の惑星」 - 1973年8月号
  - 「ラスト・アメリカン・ヒーロー」 - 1973年11月号
  - 「ダーティハリー2」 - 1974年2月号
  - 「マックQ」 - 1974年6月号
- 『ザ・商社』（エム・アイ・エー、アドベンチャー情報コミックス） 1985、のち改訂『リクルート必須マニュアル ザ・商社』（パラゴンブックス） 1987
- 『テレビまんが 真田十勇士』全8巻 (原作：柴田錬三郎、キャラクターデザイン：石森章太郎、学研）
  1. 「猿飛佐助誕生の巻」
  2. 「霧隠才蔵参上の巻」
  3. 「穴山小助死闘の巻」
  4. 「高野小天狗飛翔の巻」
  5. 「由利鎌之助の巻」
  6. 「三好清海滑空の巻」
  7. 「真田大助奮戦の巻」
  8. 「大坂夏の陣の巻」

### 漫画（オリジナル）
- 「大地のカミカゼ」（原作：稲垣謙三） - 1年間だけ存在したマンガ誌「週刊少年アクション」に掲載されたフォーミュラレースもの。2話で同誌は休刊となった。
- 「ネスコタン」（すがや美鶴名義での執筆　原作：河島治之　テレビマガジン）
- 「ひみつ指令マシン刑事999」（テレビマガジン） - すがや初のオリジナル単行本発刊作品。当初は響わたるという原作者がいた。
- 「ラジコン探偵団」（テレビマガジン）
- 「ラーメン親子」（テレビマガジン）
- 「炎のサーキット」（どっかんV）
- 「まぼろしの恐竜」（コロコロコミック）
- 「イースター島の謎」（コロコロコミック）
- 「F・1キッド」（コロコロコミック）
- 「ゲームセンターあらし」（コロコロコミック） - 続編や番外編などもある。
- 「マイコン電児ラン」（別冊コロコロコミック）
- 「ミラクル一番おれは天平」（コロコロコミック）
- 「風キッド」（コロコロコミック）
- 「高速救命隊レスキューZ」（小学五年生）
- 「エレクトロボーイけん」（小学二年生）
- 「チャレンジ一平」(小学三年生)
- 「夢売人ドリィミィ」（リュウ）
- 「オフコン カンパニー」（モーニング）
- 「饅頭こわい」（原作：安田二郎　モーニング）
- 「ファイナル・ラップ」（モーニングマグナム増刊）
- 「ふくめんせいぎマン」（テレビランド）
- 「プラモ少年キット」（小学一年生）
- 「少年戦闘隊 オーロラ7」（テレビマガジン）
- 「黄金の道 学園マネー・ウォーズ」（マガジン・ノン）
- 「稲妻の神話」（ビッグコミック増刊号）
- 「情報の日」（ビッグゴールド）
- 「Mr.すがやのテレコンRuRuRu」（コミックウー）

### 漫画原作
- 「シェリフ」（鶴見史郎名義、画・真樹村正）
- 「デッドヒート瞬」（鶴見史郎名義、画・もろが卓→後のガスコン金矢[4]）
- 「マイコン刑事」（鷹見吾郎名義、画・下條よしあき）
- 他に、「ゲームセンターあらし」連載当時にコロコロの他の漫画のストーリーもゴーストライターで提供していた事を明かしている[5]。

### 小説
全て菅谷 充名義
- 『日本本土竜虎決戦録 書下ろし超絶架空戦記』1 - 2（アスキー、アスペクトノベルス） 1999
- 『蒼穹の艦隊』1 - 3（有楽出版社、ジョイ・ノベルス）
- 『蒼天の艦隊』1 - 3（有楽出版社、ジョイ・ノベルス）
- 『風濤の艦隊』（有楽出版社、ジョイ・ノベルス）
- 『風濤の艦隊第二部 超零戦、飛翔せよ!』1 - 3（有楽出版社、ジョイ・ノベルス）
- 『碧雲の艦隊 影武者「大和」太平洋に吼ゆ』（有楽出版社、ジョイ・ノベルス)
- 『碧雲の艦隊2 不沈空母ミッドウェイ島轟沈!』（有楽出版社、ジョイ・ノベルス)
- 『碧雲の艦隊3 ダブル大和、真珠湾突撃す』（有楽出版社、ジョイ・ノベルス)
- 『灼熱の艦隊』1 - 4（有楽出版社、ジョイ・ノベルス）
- 『覇王の連合艦隊』1 - 3（有楽出版社、ジョイ・ノベルス）
- 『漆黒の独立航空隊』1 - 6（有楽出版社、ジョイ・ノベルス）
- 『燃ゆる海鷲』（有楽出版社、ジョイ・ノベルス）
- 『燃ゆる海鷲2 激烈! ソロモン大空戦』（有楽出版社、ジョイ・ノベルス)
- 『燃ゆる海鷲3 大撃滅! ガダルカナル航空戦』（有楽出版社、ジョイ・ノベルス)
- 『大爆進! 独立航空艦隊風雲大作戦』1 - 3（有楽出版社、ジョイ・ノベルス）
- 『疾風迅雷 海軍航空艦隊大作戦』1 - 3（有楽出版社、ジョイ・ノベルス）
- 『大制覇 重空母武蔵世界の海を征く』1 - 3（有楽出版社、ジョイ・ノベルス）
- 『太平洋の覇者 連合機動艦隊大戦記』1 - 3 (有楽出版社、ジョイ・ノベルス)
- 『荒鷲の帝国空軍 北米本土爆撃指令!』（学研プラス、歴史群像新書）
- 『旭日のGP(グランプリ)』上・下（学研プラス、歴史群像新書）
- 『灼熱の走路1 挑戦! インディカーシリーズ』（有楽出版社、ジョイ・ノベルス）
- 『灼熱の走路2 激闘インディ500』（有楽出版社、ジョイ・ノベルス）
- 『龍の伝説』1 - 3（三栄書房）
- 『反世界大戦 覇龍の剣』1 - 3（ジョイ・ノベルス）
- 『反世界大戦 双龍の海戦』1 - 3（ジョイ・ノベルス）
- 『帝国空軍奮戦史1 凍土の海鷲1941』（コスミックインターナショナル、コスモノベルス)
- 『帝国空軍奮戦史2 北海の海鷲1943』（コスミックインターナショナル、コスモノベルス)
- 『蒼穹の激闘 B29強奪作戦』（コスミックインターナショナル、コスモノベルス）
- 『南太平洋波高し - ダグラス・マッカーサー暗殺指令』（コスミックインターナショナル、コスモノベルス）
- 『マッカーサー暗殺特務指令: 陸軍中野学校忍者部隊秘録1』（Kindle版、すがやみつるノベルス、陸軍中野学校忍者部隊秘録シリーズ）
- 『超・空の要塞マリアナ大爆撃: 陸軍中野学校忍者部隊秘録2』（Kindle版、すがやみつるノベルス、陸軍中野学校忍者部隊秘録シリーズ）

- 『サラリーマンのためのパソコン入門講座 殺人篇』（アスキー、アスペクトノベルス）

### 実用書
「『あらし』のような漫画作品だけでは、漫画家生命が太く短くで持たない」と考えた事が理由で、地味な描き下ろし作品の執筆も続けた。一万部売れれば大ヒットの実用書ジャンルで10数年にわたって増刷を続ける作品や、売上10万部を越えた作品もある。下書きだけを担当した仕事もあるという。
- 『コミック版 最新ハム問題集』（CQ出版、編、画：くまの歩CQ COMICS）
- 『こんにちは ニューメディア - N・Mときいてイラつく人へ コミック版』（徳間書店） 1984
- 『すがやみつるのすぐできるパソコン通信』 （アスキー） 1986
- 『ライバルに大差をつける超速読トレーニング』（徳間書店） 1987
- 『情報力がぐ～んとアップ！いまパソコン通信がおもしろい』 （徳間書店） 1987
- 『すがやみつるのマンガ・ロータス1-2-3入門』（構成、学習研究社、ハイテクコミックス、画：山田ゴロ） 1989
- 『作家・ライター志望者のための電脳文章作法』（小学館文庫） 1999
- 『マンガでわかる小説入門』 （ダイヤモンド社、漫画：横山えいじ） 2005 - 職業作家になるための入門書。執筆用のPCソフトの解説もあり。
- 『ゲームセンターあらしと学ぶ プログラミング入門 まんが版こんにちはPython』（日経BP） 2020

### 回想
- 『仮面ライダー青春譜 もうひとつの昭和マンガ史』（ポット出版） 2011
- 『コミカライズ魂 『仮面ライダー』に始まる児童マンガ史』（河出書房新社、河出新書） 2022
- 『すがやみつるの生活習慣病奮闘記』（星医院 院長ブログ[6]） 2022年～
- 『僕の昭和マンガ史 『コロコロコミック』と駆け抜けた時代』, ビジネス社(2024年9月）, ISBN 978-4-82842663-1。

### アニメーション関係
- 「激走!ルーベンカイザー」 - キャラクター原案担当

### その他
- 藤子・F・不二雄大全集『ロケットけんちゃん』（2014年、小学館） - 解説
- 落語芸術協会『芸協らくごまつり 2024』宣伝用ポスターデザイン

## 趣味
- アマチュア無線

更新手続きをしなかったため、無線局免許を一時失効した。2009年（平成21年）8月5日付けで、コールサインJI1MFTにて再開局している。また、すがやが電子工作全般をやっていたため、コロコロコミック編集部が流行となっていた『ブロックくずし』を題材にした漫画を誰に描かせようか考えていた際に白羽の矢が立ち、『あらし』を描くきっかけとなった。
- パソコンとモータースポーツ

マールボロがフランスのミニテル上で運営していた「Marlboro Racing Service」に、日本国内のレース結果を英訳した記事を提供。インターネットの普及以前から、アメリカのパソコン通信大手CompuServeで得たモータースポーツの情報を日本のニフティサーブ上で翻訳して公開する一方、日本のレース結果をCompuServeに報告することも行っていたが、その英文にあまりにも間違いが多かったため、CompuServeモータースポーツ・フォーラムのメンバー有志による「ミツルのためのイングリッシュ・レッスン」が開催されオンラインによる英作文添削が行われた。これによってすがやの英語力が向上した。この経験を元に、『パソコン通信で英語がわかった―35歳からの英語・国際パソコン通信体験』という本を出版した。
インターネットで情報を提供する先駆けとして、1990年代にネット上で精力的に活動した。その経験で得たネットの持つ速報性という長所を様々な書籍で紹介している。日本におけるインディ500中継でのゲスト解説として呼ばれることも多かった。

## エピソード
- 漫画原稿の締め切りに作品が間に合わなくなった手塚治虫に代わって、原稿を一晩で描いてくれという急な依頼を編集部から受けた。依頼通りに原稿を仕上げたが、結局手塚の原稿が間に合ったため、すがやのこの作品は雑誌に掲載されなかった。しかしちゃんと原稿料はもらえたという。同様のエピソードが藤子不二雄Aの作品『まんが道』にもある。
- 漫画家としては珍しく、自らの描いた漫画の引用に寛容な姿勢を示している。詳細は脱ゴーマニズム宣言事件#影響を参照。
- 『週刊ファミ通』にて代表作『ゲームセンターあらし』のパロディギャグ4コマ漫画『ゲームセンターいがらし』の開始が決まり、事前にその連載許可をファミ通編集者から求められた。すがやは「パロディだというので、パロディなら許諾など求めないでくださいとお願いしました。パロディには風刺や批評性、毒がないと面白くならないからです」と述べており、自身の作品パロディ化を快諾した。このいきさつは実質的な著者だったスタパ齋藤(原作:万打無、作画:原田哲夫となっているがギャグとしての偽名であり、齋藤が個人で制作)は連載終了までまったく知らされていなかった。すがやは2000年開始の『アーケードゲーマーふぶき』にも公認パロディ作品（公認オマージ作品）として許可を出している。
- 俳優の畠山麦とは、自身が上京した頃からの友人であったが、畠山が自殺したことについて、当時、自分が気をきかせて売り込んだ事に責任を感じ、滅入っていたと明かしている。
- 1990年代以後は「『あらし』や『こんにちはマイコン』を読んだおかげで、コンピュータ業界やゲーム業界に入りました」というファンメールをよくもらうと語る。
- やくみつるが2016年の『ポケモンGO』ブームに「プレイヤーを心の底から侮蔑（ぶべつ）します。都内でやるのを禁止するべき」などと批判的な発信をしていた際、すがやがひらがなのみつるという名前の漫画家ということで勘違いされる風評被害を受け、批判される炎上騒ぎに巻き込まれた。自身は「それはボクじゃないもん。すでにやっているから、そんなこと言えないもん。ダイエットにポケモンGO！」とツイートし対応した[8]。

## 関連人物

### 師匠
- 江波じょうじ

半年たった時、江波の仕事が一時的に激減してしまい、退職させてもらった。
- ジョージ秋山

編集プロダクション時代「絵が描けるから」という事で、一枚の原稿を秋山が一方からペン入れ、すがやがもう片方からベタ塗りという、アクロバティックな作業を指示された。編集を辞めた後も再度秋山のアシを務める。
- 斉藤ゆずる

『柔道一直線』の斉藤執筆期間のみ従事。
- 石ノ森章太郎

『仮面ライダー』への起用は石ノ森の推薦によるものであった。すがや自身は映画や小説が好きだった点を買われたのではないかと推測している。
テレビマガジンで『仮面ライダー』を連載開始してしばらくは、監修という形で石ノ森にアドバイスをもらいつつ執筆していたが、少しでも分からないことや納得できないことがあると、昼夜を問わず質問攻めにした。師匠である石ノ森から絵の拙さ・雑さを再三に指摘されていたため、絵の技術に対するコンプレックスを払拭するため、アイデア作りのノウハウの習得に力を入れたという。後年、石ノ森はすがやに「俺に『アシスタント』は大勢いたが、『弟子』はすがやだけだった」と述べている。

### アシスタント
- 山田ゴロ、成井紀郎

この二人は『ライダー』の漫画も単独で描いているが、すがやの描く『ライダー』の仕事量が増えた際、すがやの常駐アシを務めている。また山田が結婚相手を見つけた際、すがやが引き金となった一人である。
- ながいのりあき

忙しい時に助っ人に来てくれた事がある。雇用関係にはなく、正式なアシスタントではないが、交流は深い。
- 中島昌利

すがやの最初の専属アシスタント。
- あさいもとゆき

当時、弱冠22歳。すがやの元でアシスタントをするとともに、同人誌即売会において『魔法の天使クリィミーマミ』の成年向け二次創作同人誌を頒布しながら糊口を凌いでいた。新しいファミコン漫画を立ち上げようとしていた編集者が「『あらし』と同じ、ゲームの漫画だから」とすがやに相談した時にその場にいたため、すがやの推薦で『ファミコンロッキー』を執筆する事になって独立する。
- 津原義明
- ほしの竜一
- 岩田和久
- 岡崎忠彦
- 池田淳一

### 他の人物
- ひおあきら

ミュータントプロ会長。
- 細井雄二

ミュータントプロ副会長。すがやは一時期、細井の実家に居候していた。
- 畠山麦

すがやが上京した頃に知り合った友人。すがやが一時芸能プロで働いていた際、すがやの担当俳優であり、両者の関係は短いながらも深い。詳細は畠山麦を参照。
- 石津嵐

近所に住んでいた虫プロダクション出身の小説家。石津の原作で、すがやが執筆した読み切り作品もある。下述の石津彩の父親。
- 石津彩

上述の石津嵐の娘で、舞台女優、声優。上記の関係で、赤ん坊の頃より、家族ぐるみのつきあいを続けている。
- 里中満智子

妻が里中の元アシスタントであった関係で知り合った。
- 竹田津恩

企画・執筆の弟子。「すぐできるパソコン通信」「すぐできる日本語ワープロ」（アスキー）を共著。
- 真樹村正、ガスコン金矢

『こんにちはマイコン』を発表した当時、真樹村や金矢にパソコンの面白さを教える。その後、真樹村はアダルトゲーム『マリちゃん危機一髪』を製作し、金矢は雑誌『ログイン』の編集者となった。